# Линотопска художествена школа
Линотопската художествена школа е художествена школа, развивала се през XVI – XIX век във влашкото грамоско село Линотопи, унищожено в 1769 година от албански банди. Линотопските майстори са зографи, златари, резбари (теладури) и гравьори.

## История

### XVI век
Първото споменаване на майстор от Линотопи е в зографския надпис от 1570 година в „Свети Димитър“ в Палатиция, в който се казва, че стенописите са дело на зографа Николай от Линотопи.
В 1589 година линотопските зографи Михаил и синът му Константин (Коста) изписват манастира „Рождество Богородично Фотму“ в Етолия. В 1599 година Михаил Зограф и помощникът му Николай изписват манастира „Успение Богородично Макриалекси“ в Като Лавдани, Погони.

### XVII век
Вероятно дело на представители на Линотопската школа са стенописите в църквата „Свети Захарий“ в грамоското село Загар, датиращи от края на XVI – началото на ΧVII век. Също така без изрично споменаване в надпис, но стилово линотопски са стенописите във „Възнесение Господне“ в Щип (1610), в „Успение Богородично“ в Зервати (1605/1606), в „Свети Николай“ в Литонявища (1620 – 1622/3), в „Свети Архангели Позерски“ в Костур (1622), в Патерския манастир в Зица (1631) и в „Света Богородица Неволяни“ в Мегаловрисо (1638/9) (вероятно дело на Николай Зограф).
Дело на линотопски майстори са стенописите от Домовищкия манастир „Света Параскева“, датиращи от началото на XVII век.
В 1617 година майстор Михаил изписва църквата „Свети Илия“ в дропулското село Георгуцати и католикона „Благовещение Богородично“ в съседното Ванища, днес в Албания. В 1618 – 1619 година Михаил и Константин изписват „Свети Николай“ във Вица, Загори, и се подписват „из ръцете на Михаил Зограф и сина му Константинос от село Линотопи“, а в 1619 – 1620 година двамата изписват храма „Свети Мина“ в Монодендри, Загори. В 1626 година Михаил Зограф изписва католикона на манастира „Преображение Господне“ в Цатиста, днес в албанската част на Погони. Зограф Йон от Линотопи изписва църквата „Свети Атанасий“ в Рилево в 1627 година, както се разбира от зографския надпис в храма.
В 1630 година от линотопски майстори е изписан Серският манастир „Свети Йоан Предтеча“. В 1630 година Михаил с помощниците си Константин и Николай изписва „Свети Николай“ в Саракинища. В 1632 година Николай изписва църквата „Свети Николай“ в Меляни, Пърметско. В 1632 – 1646 година линотопски майстори изписват манастира „Свети Илия“ в Тирнавос. В 1634 Михаил изписва католикона на Спилейския манастир „Рождество Богородично“ в Саракинища. В 1639 година Николай изписва „Свети Николай Томанов“ в Костур. В 1645 – 1646 година Николай и Теолог от Линотопи изписват манастира „Свети Атанасий“ в Загора. В 1646 година зограф Константин изписва църквата „Успение Богородично“ в Цервари, Загори.
В 1652 година зограф Николай изписва католикона на манастира „Свето Преображение Господне“ в Дряново. В 1656 година Константин син на Михаил и помощникът му Николай изписват католикона на манастира „Свети Илия“ в Стегополи. В 1656 година според надписа в храма Йоанис Николау издига, а братята Николай и Георги от Линотопи изписват манастирската църква „Успение Богородично“ в масторохорското село Зерма.

### XVIII век
Димитрий син на Николай Зограф по време на управлението на Арсений Вако, епископ на Гора и Мокра (8 август 1685 - 16 юли 1714) изписва църквата „Свети Атанасий“ в Лънга, Мокра, днес Албания.
От XVIII век има много примери за линотопски сребърни изделия, дърворезби и медни гравюри. В Кушнишкия манастир е имало запазени няколко произведение на школата - загубеният сребърен обков на иконата на Света Богородица Спилеотиса от 1765 година; една фиала за аязмо от 1779 година, сребърен реликварий с позлата от 1788 година и една икона на Света Богородица Одигитрия от 1789 година, дело на златаря Георги Писка от Линотопи (днес и двете в Националния исторически музей, София). Линотопски майстори изработват в 1767 година красивия резбован иконостас на манастира „Свети Висарион Дусику“, царските двери и вероятно иконостаса на църквата „Свети Николай“ в Месария, позлатени в 1782 година от Константинос от Линотопи, части от иконостаса на Големия Метеор в 1791 г., и две медни гравюри от 1763 година в Хилендарския манастир.

### XIX век
Пътуващи линотопски майстори продължават да работят по джамии и по къщите на богати бегове през XIX век.
- Фрески от „Успение Богородично“, Зервати, (1605/06)
- Фрески от „Свети Захарий“, Грамос, края на XVI – началото на XVII век
- Стенопис „Въведение Богородично“ от „Свети Николай Томанов“, дело на Николай Линотопски, 1639 г.